# Лапске Хрчице
Лапске Хрчице (чеш. Labské Chrčice) је насељено мјесто са административним статусом сеоске општине (чеш. obec) у округу Пардубице, у Пардубичком крају, Чешка Република.

## Становништво
Према подацима о броју становника из 2014. године насеље је имало 178 становника.